# Грифит (обсерватория)
Обсерваторията Грифит се намира в Лос Анджелис, Калифорния.
Разположена е на хълма срещу големия надпис „Холивуд“. Отваря врати на 14 май 1935 година.
Обсерваторията е любимо място за посещение на туристите. Има огромно махало на Фуко, сеизмограф, 12-инчов телескоп и различни макети, експонати и изложби.